# Nikolai Jefimowitsch Krutschina
Nikolai Jefimowitsch Krutschina (russisch Николай Ефимович Кручина; * 14. Mai 1928 in der Region Altai; † 26. August 1991 in Moskau) war ein sowjetischer Parteifunktionär.

## Leben
Er war ab 1983 Geschäftsführer der KPdSU und der letzte Kassenwart des ZK vor Auflösung der Partei im August 1991.
Als Verwalter des Parteivermögens leitete er unter anderem auch die oftmals verdeckte Finanzierung von kommunistischen Parteien im Ausland. Gegen Ende der Sowjetunion wurde der Großteil dieses Vermögens in neu geschaffene Kooperativen und Joint Ventures investiert oder mit Hilfe des KGB außer Landes gebracht. Ein Versuch der Aufarbeitung über den genauen Einsatz dieser Gelder fand bisher nicht statt.
1991, fünf Tage nach dem gescheiterten Augustputsch, starb Krutschina bei einem Sturz vom Balkon seiner Wohnung in der 5. Etage. Es wurde ein Abschiedsbrief gefunden, in dem Krutschina beteuerte, dass er kein Verschwörer gewesen sei, sondern ein „Feigling“.